# 穆罕默德·埃爾索伊
穆罕默德·努里·埃爾索伊（1968年—）是一名土耳其商人，現任土耳其文化和旅遊部部長。
埃爾索伊於1968年出生於伊斯坦堡。在伊斯坦堡德國學校完成中學教育後，他在伊斯坦堡大學主修工商管理。1991年，他與他的雙胞胎兄弟穆拉特（Murat）一起創辦了旅遊公司Ersoy Turistik Servisleri（ETS）。隨後，旅遊分支的更多公司在1999年成立Voyage酒店集團。2001年，Didim Tur成為ETS的一部分。2004年，航空公司大陸噴氣航空也加入了該公司集團。
2018年7月9日，土耳其新當選總統雷傑普·塔伊普·艾爾多安宣布了他的土耳其新政治體制內閣。埃爾索伊被任命為文化和旅遊部部長。